# Wojna domowa (serial telewizyjny)
Wojna domowa – polski czarno-biały serial komediowy z lat 1965–1966 w reżyserii Jerzego Gruzy, powstały na kanwie felietonów Miry Michałowskiej (pod pseudonimem Maria Zientarowa) publikowanych w tygodniku „Przekrój”, wydanych w zbiorach Wojna domowa (1964) i Wojna domowa trwa (1966).

## Tematyka
Tematem serialu jest życie codzienne dwóch rodzin:  Kazimierza i Zofii Jankowskich oraz ich syna Pawła, przeżywającego okres dojrzewania, a także Henryka i Ireny Kamińskich, do których wprowadza się 15-letnia siostrzenica Ireny – Anula.

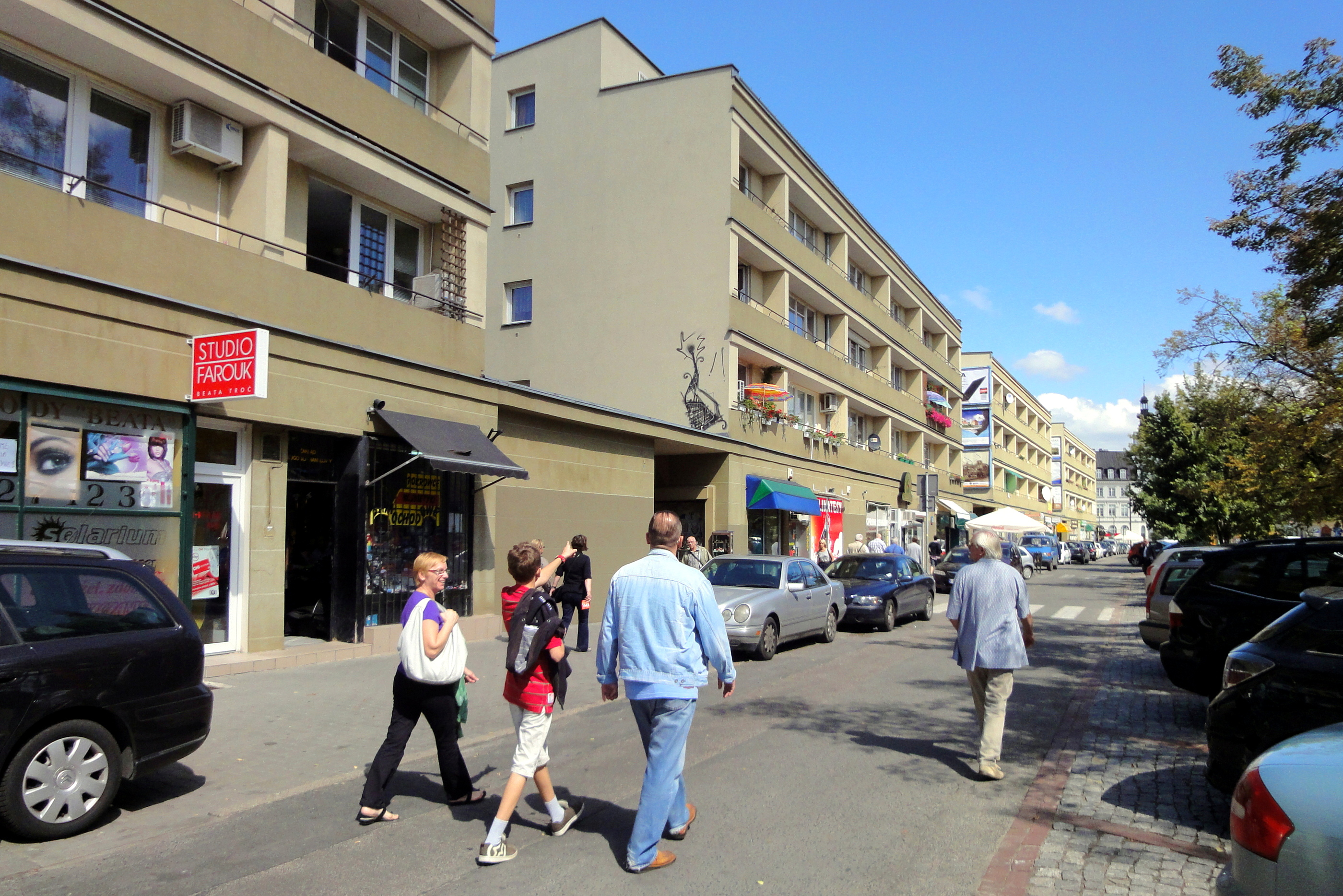
Bohaterowie serialu mieszkają w bloku przy ulicy Senatorskiej (2010)

## Odcinki
Wyemitowanych zostało łącznie 15 odcinków serialu. Pierwotnie planowano jedynie 7 odcinków, jednak olbrzymie powodzenie serialu skłoniło realizatorów do kontynuowania serii i nakręcenia następnych 8 odcinków. 
| Numer | Tytuł                | Premiera w Polsce    | Streszczenie |
| ----- | -------------------- | -------------------- | --- |
| 1     | Ciężkie jest życie   | 24 października 1965 | Paweł startuje w castingu do spektaklu telewizyjnego. Następnego dnia otrzymuje telefon z telewizji, że został zaproszony do drugiego etapu rekrutacji. Kiedy informuje o tym swoich rodziców, ojciec wyraża absolutny sprzeciw. Pawłowi, po drugiej turze castingu, nie udaje się otrzymać roli. Jest obrażony na ojca. Po powrocie do domu odmawia zjedzenia pączków, co doprowadza matkę Pawła do rozpaczy. Ojciec Pawła, nie wiedząc o tym, że Pawłowi nie udało się otrzymać roli w spektaklu, jedzie do telewizji, by zniechęcić reżysera do przyjmowania Pawła. Kiedy dowiaduje się, że kandydatura Pawła została odrzucona, staje w obronie syna i próbuje namówić reżysera, by powtórnie rozważył swoją decyzję i przyjął Pawła chociaż do roli drugoplanowej. Wieczorem Paweł odzyskuje apetyt. |
| 2     | Bilet za fryzjera    | 1965                 | Do Pawła docierają informacje o koncercie Simony Grabczyk. Ponieważ jest fanem wokalistki, chce iść na koncert. Nie ma jednak pieniędzy. Jednocześnie ojciec każe Pawłowi pójść do fryzjera, na co chłopak nie chce się zgodzić. Próbuje przekupić ojca, proponując mu herbatę. Ojciec, zdając sobie sprawę, że Paweł chce w ten sposób uniknąć wizyty u fryzjera, daje mu pieniądze na strzyżenie, pozwalając, by resztę Paweł mógł przeznaczyć na bilet. Mimo tego prosi o herbatę. Paweł postanawia "rozchorować się" i razem ze swoją sąsiadką, Ireną, rozważa sposoby na podwyższenie temperatury na termometrze. Po rozmowie z ojcem, który proponuje pieniądze na bilet, pod warunkiem, że Paweł pójdzie do fryzjera, umyje się i wyzdrowieje, Paweł idzie do fryzjera. Bilet na koncert otrzymuje od Ireny. |
| 3     | Wywiadówka           | 1965                 | W związku z chorobą matki Pawła, Irena idzie w jej zastępstwie na wywiadówkę w stroju „prawdziwej matki” wybranym przez Pawła. W sali lekcyjnej siada obok mężczyzny, który okazuje się jej kolegą z lat młodości. Podczas wywiadówki profesor informuje rodziców o incydencie, który miał miejsce w szkole, polegającym na tym, że uczniowie wyrzucili z drugiego piętra dwie umywalki i nie przyznali się do winy. W związku z tym wszyscy rodzice będą zobowiązani do pokrycia strat. Irena nie może zrozumieć przekazywanych przez nauczyciela informacji dotyczących ocen uczniów. Znajomy – Felek Siekierski – obiecuje jej wszystko wytłumaczyć po wywiadówce. Irena wraca do domu podchmielona i przekazuje matce Pawła oceny w postaci średniej arytmetycznej, którą obliczyli z Felkiem, co wprawia Zofię w przerażenie. Ostatecznie okazuje się, że wyniki Pawła nie są najgorsze. |
| 4     | Pierwszy dzień       | 1965                 | Rodzina Kamińskich, przy pomocy Pawła, przygotowuje się do przyjazdu Anuli. Obecność Anuli okazuje się dużym zaskoczeniem dla Ireny i Henryka. Anula prosi ciotkę o pomoc w znalezieniu „Odprawy posłów greckich”. Irena beskutecznie poszukuje lektury w sklepie spożywczym, a po powrocie do domu zastaje siostrzenicę w towarzystwie przyjaciółki łapiące przez okno deszczówkę – rzekomo korzystną na zmarszczki. Anula znalazła „Odprawę posłów greckich” na półce Henryka, w związku z czym prosi ciotkę o przeczytanie i zreferowanie lektury wieczorem. Dziewczyny wychodzą uczyć się matematyki, a z nimi Paweł, poproszony przez Irenę o to, by im towarzyszył. Chłopak zabiera ze sobą gitarę. Wieczorem, w związku z tym, że Anula nie wraca do domu, Kamińscy wychodzą na dwór, gdzie spotykają panią Jankowską, czekającą na syna. Anula w końcu wraca do domu z koleżanką, którą przyprowadziła na noc. Paweł, widząc matkę czekającą przed domem, ucieka. Anula prosi Irenę, by ta opowiedziała jej i koleżance „Odprawę posłów greckich”, ponieważ następnego dnia ma być klasówka. Irena zapomniała przeczytać książki. |
| 5     | Dwója z azymutu      | 1965                 | Anula ma probelmy w szkole spowodowane zlymi ocenami z przysposobienia wojskowego. Dostała dwóję z azymutu i dwóję z marszu. Jest zrozpaczona. Wujostwo namawia ją więc, żeby na chwilę się rozerwała, z której to propozycja Anula chętnie korzysta i wychodzi na imprezę organizowaną przez Pawła. Irena i Henryk analizują młodzieżowe tańce i sami zaczynają tańczyć. Dołącza do nich Zofia. Powracająca z imprezy Anula przyłapuje dorosłych na tańcach. |
| 6     | Trójka klasowa       | 1965                 | Anula przynosi do domu wiadomość o aresztowaniu Pawła. Wieść dociera także do Zofii. Po powrocie do domu Pawła okazuje się, że nie został aresztowany, ale milicjant skonfiskował mu bilety do kina za to, że przebywał w nim w „godzinach szkolnych”. Paweł opowiada matce o tym, że młodzież przebywającą na ulicy po godzinie 20 bez opieki dorosłego wyłapują tzw. trójki klasowe. Ponieważ Paweł zamierza iść na wieczorne spotkanie z kolegami, prosi matkę, by wyszła po niego, ale jednocześnie, by utrzymywała od niego stosowny dystans. Anula uczy się biologii i przy omawianiu tasiemca traci apetyt. Według Pawła, będzie mogła jeść dopiero za trzy dni, po omówieniu dżdżownicy. Zofia idzie „eskortować” Pawła i zabiera ze sobą Irenę. Wkrótce dołącza do nich ojciec Pawła. W końcu pojawiają się chłopcy i po kolei rozchodzą do domów. Na końcu, gdy zostaje tylko Paweł z kolegą, podchodzi do nich milicjant. Irena, przerażona, że dojdzie do aresztowania, postanawia wkroczyć do akcji, by ostatecznie dowiedzieć się, że milicjant jest ojcem kolegi Pawła.                                                    |
| 7     | Polski joga          | 1965                 | Anula, zbierając makulaturę na zbiórkę do szkoły, zabrała Henrykowi jego nowe tygodniki, a także, między innymi, jego świadectwo maturalne i listy miłosne do Ireny. Henryk jest w bojowym nastroju. Anula, której nie udało się uspokoić wujka, idzie do Pawła zważyć swoją paczkę makulatury. Ponieważ brakuje jej trochę do wymaganych 7 kilogramów, prosi Pawła, by w zamian za rurki z kremem dołożył jej trochę ze swojej paczki. Anula dostaje więc książkę o jodze, która zaciekawia Anulę. Okazuje się, że Paweł zna autora. Jogin przychodzi więc do domu Kamińskich. Otrzymuje przygotowany przez Irenę wegetariański poczęstunek, którym nie jest zainteresowany. Przedstawia swoją interpretację jogi, której naczelną zasadą jest umiar. Jogin zostaje poczęstowany kiełbasą i wódką. Anula wraz z ciocią ćwiczą „asanasany”. Irena otrzymuje rachunek za wizytę jogina i jest przerażona widniejącą na nim kwotą. Książkę o jodze Anula oddaje na zbiorkę makulatury. |
| 8     | Wizyta starszej pani | 1965                 | Do Jankowskich w odwiedziny przyjeżdza z Ciechanowa matka Kazimierza. Od razu po przyjeździe do Warszawy babcia, wraz z całą rodziną, udaje się na zwiedzanie miasta. Po powrocie do domu Paweł z ojcem zajadają się konfiturami babci, co zachęca ją do smażenia konfitur. Angażuje do tego zadania Pawła, Zofię, Irenę i Anulę. Babcia przyłapuje Pawła na wagarach i dowiaduje się, że chłopak uciekł ze szkoły, ponieważ nauczyciel wezwał jego rodziców do szkoły. Pewnego dnia Paweł zapomniał kapci i chodził po szkole w skarpetkach, co nie spodobało się profesorowi. Babcia idzie do szkoły i wyjaśnia nauczycielowi, że chodzenie w kapciach jest niekorzystne dla zdrowia. Po przygotowaniu konfitur i udzieleniu wszystkim dobrych rad, babcia wyrusza w drogę powrotną do Ciechanowa. |
| 9     | Dzień matki          | 1966                 | Paweł razem ze swoim ojcem organizują dla Zofii dzień matki. Zakazują jej wstawać z łóźka, a sami zabierają się za przygotowanie śniadania. Słysząc niepokojące odgłosy z kuchni, Zofia jest coraz bardziej przerażona. Anula przypomina wujkowi o dniu matki i razem idą na pocztę wysłać kartki. Dla Ireny, jako "matki zastępczej", przygotowana została maseczka pielęgnacyjna. Kazimierz i Paweł przygotowują dla Zofii relaksującą kąpiel, na którą Zofia niechętnie przystaje. W tym czasie mężczyźni zalewają sąsiadów wodą z kuchennego kranu. Do mieszkania Jankowskich wchodzą hydraulicy, którzy od wejścia demolują mieszkanie. Kamińscy, chcąc uniknąć wizyty hydraulików, uciekają z domu. |
| 10    | Zagraniczny gość     | 1966                 | Jankowscy otrzymują depeszę o wizycie kuzyna Pawła - Rysia - z Anglii. Rodzina jest podekscytowana. Po przylocie okazuje się, że chłopak zna język polski i nie wykazuje stereotypowych cech Anglika, jakich spodziewali się Jankowscy. Pawłeł zabiera Rysia na wycieczkę po Warszawie. Jedną z atrakcji jest domofon. Na święta Bożego Narodzenia Zofia i Kazimierz zostają sami, ponieważ Paweł wraz ze swoim kuzynem pojechał do Zakopanego na narty. Rysio wraca z wycieczki ze złamaną ręką i nogą, ale jest zadowolony z wizyty w Polsce. |
| 11    | Co każdy chłopiec    | 1966                 | Paweł szykuje się na randkę z dziewczyną, co niepokoi jego matkę. Zofia postanawia śledzić Pawła, ale zostaje zdemaskowana przez strażnika miejskiego w parku, który oskarża ją o deptanie trawników. Zofia prosi Kazimierza, żeby przeprowadził z synem poważną rozmowę. Kazimierz, któremu nie udało się porozmawiać z Pawłem, idzie do księgarni do literaturę naukową i uważnie się z nią zapoznaje. Obie rodziny oglądają film „Pierwszy dzień wolności”, w którym jest jedna kontrowersyjna scena. Kazimierz zakazuje Pawłowi oglądania filmu. Irena z kolei pozwala, by Anula obejrzała film, ale jednocześnie Henryk pilnuje, żeby telewizor „zepsuł się” w odpowiednim momencie. Zofia kontroluje Pawła i zbiera zdjęcia dziewczyn, z którymi syn się umawiał. Kazimierz zakłada Pawłowi książeczkę mieszkaniową. |
| 12    | Monolog zewnętrzny   | 1966                 | Jankowscy zostali zaproszeni na imieniny ciotki Jadwigi. Paweł odmawia pójścia z rodzicami, za co zostaje ukarany koniecznością pozostania w domu, bez dostępu do telefonu. Pozostawiony sam sobie, Paweł prowadzi monolog dotyczący zakazów, jakie nakładają na niego rodzice. Prowadząc monolog, jednocześnie łamie wszystkie restrykcje. Rodzice wracają do domu, by zastać Pawła śpiącego pośrodku „dowodów zbrodni”. |
| 13    | Młode talenty        | 1966                 | Paweł - razem Anulą i Wojtkiem - zakładają zespół muzyczny. Chcą wystąpić na Konkursie Młodych Talentów i poszukują „rybki” – wpadającego w ucho fragmentu piosenki. W burzę mózgów włącza się Zofia, która wymyśla jeden rym „szaro-makaron”. Zespół Pawła „Kocmołuchy” występuje w konkursie z piosenką „Tylko wróć” obok innych wykonawców – bigbitowego zespołu „Plastusie”, faworyzowanej Basi oraz Andrzeja i Jacka, duetu fortepianowego. Na widowni siedzą rodzice Pawła oraz Kamińscy. Zjawia się też mama Wojtka, która – pierwotnie przeciwna występom – przekonuje się do muzyki syna. Główną nagrodę wygrywa Basia. |
| 14    | Nowy nabytek         | 1966                 | Paweł znajduje ogłoszenie, że z powodów rodzinnych ktoś oddaje za darmo pudla z rodowodem. Ponieważ ojciec Pawła kategorycznie sprzeciwił się przygarnięciu psa, Paweł i Anula namówili Irenę, by ta odpowiedziała na ogłoszenie. Okazuje się, że właściciel chce oddać Korka, ponieważ pies nie akceptuje jego 3-letniego syna. W związku z tym, że Korek ciągle „leje”, nadane zostaje mu nowe imię – Lejek. Kazimierz podejmuje próbę nauczenia psa załatwiania potrzeb przy użyciu gazet, ale ostatecznie wszystkie sposoby zawodzą. Kamińscy decydują się na wystosowanie ogłoszenia, że chcą oddać psa. Brak reakcji na ogłoszenie powoduje, że odwożą psa do pierwotnego właściciela. Tymczasem w odpowiedzi na ogłoszenie zgłosiła się poprzednia właścicielka Lejka – pies wraca więc do poprzednich właścicieli, ku niezadowoleniu Kazimierza. |
| 15    | Siła wyobraźni       | 1966                 | Paweł, dowiedziawszy się o tym, że jeden z jego szkolnych kolegów został adoptowany, zaczyna rozmyślać o tym, że nie jest podobny do swoich rodziców i być może jego ojcem jest ktoś zupełnie inny. Chce dowiedzieć się szczegółów od matki, ale ta źle się czuje, odmawia odpowiedzi i wysyła Pawła do sąsiadki. Chłopak, wracając do domu, widzi kobietę wychodzącą ze swojego mieszkania i od razu wyobraża sobie, że jest to jego biologiczna matka. Okazuje się jednak, że to masażystka, z której usług w tajemnicy korzystała Zofia. Nie chciała, by mąż dowiedział się o ponoszonych kosztach. Rodzice ostatecznie wyjaśniają Pawłowi wszystkie wątpliwości. |

## Obsada

### Role główne
- Kazimierz Rudzki – Kazimierz Jankowski, ojciec Pawła
- Irena Kwiatkowska – Zofia Jankowska, matka Pawła
- Krzysztof Janczar – Paweł Jankowski
- Andrzej Szczepkowski – sąsiad Henryk Kamiński, wujek Anuli
- Alina Janowska – sąsiadka Irena Kamińska, ciotka Anuli
- Elżbieta Góralczyk – Anula (od odc. 4)
- Jarema Stępowski – nieznajomy pytający w każdym odcinku o suchy chleb dla konia

### Aktorzy (gościnnie)
- Irena Dziedzic – we własnej osobie, prezenterka popularnego wówczas programu telewizyjnego Tele-Echo; w filmie przechodzi korytarzem w telewizji, gdzie odbywa się casting, w którym uczestniczy Paweł (odc. 1)
- Andrzej Konic – reżyser w telewizji (odc. 1)
- Anna Jaraczówna – pani Jaworska, wścibska sąsiadka przez ścianę z Kamińskimi (odc. 1–7) lub przez ścianę z Jankowskimi (odc. 8–9, 14–15)
- Magdalena Zawadzka – Simona Grabczyk, piosenkarka śpiewająca z playbacku Nie bądź taki szybki Bill Katarzyny Sobczyk; do dziś żałuje, że nie wystarczyło funduszów na zrobienie postsynchronu z jej własnym głosem (odc. 2)
- Zofia Merle – manikiurzystka (odc. 2)
- Cezary Julski – fryzjer (odc. 2)
- Lech Ordon – woźny Teatru Wielkiego (odc. 8)
- Wojciech Siemion – nauczyciel biologii, wychowawca Pawła (odc. 3, 8, 12)
- Wiesław Michnikowski – Felek Siekierski, znajomy Ireny Kamińskiej, na wywiadówce (odc. 3)
- Janina Kałuska-Szydłowska – matka na wywiadówce (odc. 3)
- Zofia Jamry – matka wrażliwego Rysia (odc. 3)
- Włodzimierz Kwaskowski – pan Bakolak (odc. 3)
- Sylwester Przedwojewski – ojciec na wywiadówce zgłaszający wnioski (odc. 3)
- Bohdan Łazuka – Joga Korolczyk, „polski joga” poznany przez Pawła na Legii, uczył potem jogi Anulę i Irenę (odc. 7), „cameo” tańczący Już taki jestem zimny drań wokół Jankowskiej w „scence kartonowej” (odc. 15)
- Wanda Łuczycka – babcia Pawła (odc. 8)
- Jan Kobuszewski – szef hydraulików; grał później podobną rolę w skeczu Ucz się, Jasiu w Kabarecie Dudek (odc. 9)
- Marian Kociniak – hydraulik (odc. 9)
- Jerzy Bielenia – hydraulik (odc. 9)
- Mieczysław Czechowicz – sąsiad, ojciec Maniusia (odc. 5, 9)
- Kazimierz Brusikiewicz – Wojciech Klonowski, przyjaciel Jankowskiego z oflagu (odc. 10)
- Stanisław Jaworski – listonosz z telegramem informującym o przyjeździe Rysia (odc. 10)
- Marc Gowlland(inne języki) – Rysio, kuzyn Pawła z Anglii (odc. 10)
- Bogumił Kobiela – instruktor narciarski (odc. 10)
- Jerzy Januszewicz – Zenon Maciejak, kierowca dyplomowany (odc. 10)
- Jacek Fedorowicz – Jan Cybulski, przewodnik wycieczek po Warszawie (odc. 10)
- Jerzy Karaszkiewicz – uczestnik wycieczki po Warszawie; niewymieniony w czołówce (odc. 10)
- Maria Chwalibóg – gaździna na stoku narciarskim w Zakopanem nalewająca mleko do szklanki i podająca ją Kobieli (odc. 10)
- Barbara Drapińska – ciotka Jadwiga (odc. 12)
- Zbigniew Cybulski – siedzący na widowni obok Jankowskich, którzy biją brawo Pawłowi, „scenka wyobrażeniowa”, w której Paweł odbiera wielką nagrodę za osiągnięcia w dziedzinie kultury (odc. 1)
- Edward Dziewoński, Krystyna Borowicz – właściciele psa „Korka” (odc. 14)
- Czesław Nowicki – telewizyjny „Wicherek” (odc. 15)
- Marek Kondrat – szkolny kolega Pawła, niewymieniony w czołówce (odc. 15)
- Hanka Bielicka – pani Dziubczyńska – głos w domofonie (odc. 10); masażystka Kowalska (odc. 15)
- Wacław Jankowski – klient w pralni (odc. 15)
- Małgorzata Lorentowicz – matka małej Basi na konkursie młodych talentów (odc. 13)
- Danuta Wodyńska – pani Jadzia, ekspedientka w sklepie proponująca Kamińskiej serwolatkę w zamian za Odprawę posłów greckich (odc. 4); kobieta w pociągu (odc. 14)
- Józef Nowak – milicjant zaczepiony na MDM-ie przez Jankowską z awanturą, żeby nie aresztował Pawła (odc. 6)
- Wacław Kowalski – strażnik w Łazienkach przywołujący Jankowską do porządku (odc. 11)
- Bohdan Tomaszewski – komentator sportowy (odc. 15)
- Jan Świąć – konferansjer (odc. 13)
- Wojciech Gąssowski – Wojtek, kolega Pawła, członek zespołu muzycznego „Kocmołuchy” (odc. 13)
- Elżbieta Wieczorkowska – matka Wojtka, kolegi Pawła (odc. 13)
- Helena Gruszecka – woźna w szkole, wskazująca drogę do pracowni biologicznej, tej z układem pokarmowym żaby (odc. 3)
- Emilia Radziejowska – nadżyczliwa sprzedawczyni w księgarni (odc. 11)

### Aktorzy (zdjęcia archiwalne)
- Barbara Rylska, Stanisław Mikulski, Emil Karewicz, Tadeusz Kosudarski, Magdalena Sokołowska, Wieńczysław Gliński (odc. 4) – aktorzy widoczni w filmie Ostatni kurs (1963) Jana Batorego, oglądanym w telewizji przez Kamińskich czekających na Anulę
- Beata Tyszkiewicz (odc. 11) – występuje w oglądanym w telewizji filmie Pierwszy dzień wolności (1964) Aleksandra Forda

## Muzyka
W serialu oprócz motywu głównego, skomponowanego przez Jerzego Matuszkiewicza, pojawiają się między innymi następujące utwory:
- Nie bądź taki szybki Bill (wykonawczyni Katarzyna Sobczyk),
- Nie ma jak u mamy (słowa Wojciech Młynarski),
- Oni mają teraz życie (muzyka Jerzy Matuszkiewicz, słowa Ludwik Jerzy Kern, wykonawca Kazimierz Rudzki),
- Demograficzny wyż (muzyka Jerzy Matuszkiewicz, słowa Ludwik Jerzy Kern, wykonawcy Marian Łącz, Wojciech Rajewski, Stefan Witas, Jarema Stępowski),
- Wada (muzyka Jerzy Matuszkiewicz, słowa Ludwik Jerzy Kern, wykonawcy Krzysztof Janczar i Kazimierz Rudzki).

W ścieżce dźwiękowej do serialu, wydanej w 1967 roku na płyty winylowe nakładem wytwórni Pronit, oprócz głównego motywu pojawiły się inne piosenki wykorzystane w Wojnie domowej: Tylko wróć (muzyka Wojciech Gąssowski, słowa Wojciech Młynarski), Mleko (słowa A. Piast, muzyka Ita Żółkiewska, wykonał zespół Trubadurzy) oraz Jutro odejdę, mamo (słowa A. Piast i Tadeusz Rzymski, muzyka Jerzy Krzemiński, wykonał zespół Trubadurzy).